# بيستجور.كوم
بيستجور.كوم (بالإنجليزية: Bestgore.com)‏ هو موقع ويب يُديره الكندي مارك ماريك، ويُوفِّر أخبارًا من مُختلف الأنواع مع توثيقها بصور ومقاطع فيديو قد تكونُ عنيفةً للغاية والتي تتفادى باقي المواقع أو وسائل الإعلام نشرها أو تُعدّل عليها على الأقل. يُتيح الموقع لصاحبه رواية قصّة الصورة أو الفيديو مع إمكانيّة تعليقِ باقي المستخدمين. اشتهرَ الموقع عام 2012 حينما استضافَ مقطع فيديو أظهرَ جريمة قتل حقيقيّة ارتكبها المدعو لوكا ماغنوتا؛ ونتيجةً لذلك قُبض على ماريك – مالِك الموقع – ووُجّهت إليه اتهاماتٌ بموجب قانون الفحش في كندا مع اتهامهِ «بإفساد الأخلاق العامّة».

## خلفية
أُطلق الموقع رسميًا في نيسان/أبريل 2008 من قِبل السلوفاكي-الكندي مارك ماريك، حيثُ بدأ في استضافةِ صور وفيديوهات عددٍ من «الأحداث المرعبة» مثل القتل، و‌الانتحار و‌التعذيب و‌العمليات الجراحية المفتوحة و‌التشويه و‌الحوادث. سُرعان ما اكتسبَ الموقع شهرةً كبيرةً وبلغَ عدد زياراتهِ 10 إلى 15 مليون زيارة شهريًا؛ إلى أن أصبحَ واحدًا من أكبر المواقع التي تستضيفُ «وسائط عنيفة» على النت.

## الخلافات والقضايا القانونية

### مقتل جون لين
تعرَّض الموقع في حزيران/يونيو مم عام 2012 لعددٍ من الانتقادات بعد نشرهِ مقطع فيديو يُظهر تمزيق جثة الطالب الصيني جون لين بعد قتلهِ على يد الشاب الكندي لوكا ماغنوتا. قالت الشرطة الكنديّة إن ماريك رفض في البداية طلبات إزالة الفيديو من الموقع لكنها لم تُوضّح ما حصل بعد؛ بينما قال ماريك نفسه في معرضِ ردّه على الانتقادات التي طالتهُ بعدما حُذف الفيديو: «لقد حذفتُ الفيديو من تلقاء نفسي دون أن يُطلب منّي ذلك. إذا كان قد قُدِّم أي طلبٍ من هذا القبيل من قبل الشرطة لحذفه كما يزعمون لكنتُ أخبرتهم أن الفيديو قد حُذف من على الموقع منذ أيام!»

### تهم إفساد الأخلاق
أفادت التقارير الصحفيّة في حزيران/يونيو 2012 أن دائرة الشرطة في لا فيل دي مونتريال تحقق في موقع بِيسْتْجُورْ ومالكه؛ وذلك بتهمةِ الفحش بسبب نشر الفيديو الذي يُصوّر الجريمة التي ارتُكبت في حقّ طالبٍ صيني في كندا. نشرت صحيفةُ تورنتو صن مقالًا مُطوّلًا عن الموضوع قالت فيهِ إن التُهم كانت موجّهة بالخصوص ضدّ ماريك لكنّ هذا الأخير أنكر ذلك.
بحلول 16 تمّوز/يوليو 2013؛ اتهمت شرطة إدمونتون ماريك بتهمةِ «إفساد الأخلاق» وذلك بسببِ فيديو ماغنوتا؛ وقد استندت الشرطة في اتهامها هذا له بالمادة 163 من القانون الجنائي الكندي التي تنصُّ على معاقبة كل من «يُفسد الأخلاق العامّة» بعقوبةٍ سجنيّة تصلُ في أقصاها إلى سنتين. وصفَ أحد مُحقّقي الشرطة الموقع بأنه «موقعٌ عنصري يُحرّض على الكراهية والكراهية والعنف.» اعتُقل ماريك على إثرِ كل هذا؛ وأُطلق سراحه فيما بعدُ بكفالة قبل أن يُعاد اعتقاله في 26 تموز/يوليو بتهمةِ انتهاك شروط إطلاق السراح. حكمت محكمةٌ كنديّة على ماريك في كانون الثاني/يناير 2016؛ حيثُ أقرّت بأنه «مذنب» فألزمتهُ الإقامة الجبريّة لثلاث أشهر ثم ثلاث أشهر أخرى من الخدمة المجتمعيّة.
في مقابلة أجريت معه في نوفمبر/تشرين الثاني 2013 مع أدريان جيفريز من ذا فيرج قال ماريك إن المادة 163 من القانون الجنائي تحظرُ توزيع صور الجرائم وعددٍ آخر من «الصور العنيفة» إلّا أنه قال إنَّ هذا القانون يُطبّق بشكلٍ انتقائي عدى عن إمكانيّة استخدامه بشكلٍ عشوائي. يرى ماريك أنَّ موقعه غيرُ مخالف لما تقول الشرطة وعدد من المنتقدين؛ ويُؤكّد أنه تلقى شهاداتٍ من مجموعاتٍ من القراء تُفيد بأنهم وعقبَ مشاهدة الصور على موقعه قد أُقنعوا بتجنّب السرعة بالسيارة أو على الراجات نارية بل إن بعضهم قد تراجعَ عن أفكارِ الانتحار كما قالَ أن الحكومة نفسها أدركت فائدة تلكَ «الصور المروعة» بالرغمِ من اشتراطها بعض الشروط.